# حمام میاندره
حمام میاندره مربوط به دوره صفوی است و در دزفول، محله میاندره واقع شده و این اثر در تاریخ ۱۷ اسفند ۱۳۸۱ با شمارهٔ ثبت ۷۹۰۲ به‌عنوان یکی از آثار ملی ایران به ثبت رسیده است.